# 埃洛伊门迪斯
埃洛伊门迪斯是巴西米纳斯吉拉斯州的一个市镇。总面积499.5平方公里，总人口37985人，人口密度76人/平方公里。